# Urbisaglia
Urbisaglia (AFI: /urbiˈsaʎʎa/, o /urbiˈzaʎʎa/; dal 1936 al 1945 Urbisaglia Bonservizi) è un comune italiano di 2 376 abitanti della provincia di Macerata nelle Marche.

## Geografia fisica

### Territorio
Urbisaglia sorge sul Colle di San Biagio, delimitato ad Ovest dalla valle del torrente Entogge e ad Est da quella del fiume Fiastra. Il clima è temperato con inverni non molto freddi ed estati non molto calde.

## Origini del nome
Il nome dell'attuale comune deriva da quello dell'antica città romana di Urbs Salvia, attraverso le forme locali Urbisàlia o il più dialettale Urbisàiia. Delle due pronunce accettate in italiano, la prima tiene conto dell'etimo latino, conservando la /s/ sorda iniziale di Salvia.

## Storia
Città della Regio V Picenum, Urbs Salvia nacque come colonia nel II secolo a.C. Ampiamente ricostruita tra l'età augustea e quella tiberiana (inizio I secolo d.C.), in base ad un preciso progetto di monumentalizzazione della città, la sua decadenza iniziò al passaggio delle truppe di Alarico nel 408-409 d.C.

Una testimonianza della situazione in cui versava Urbisaglia nel corso del VI secolo ci giunge da Procopio di Cesarea che, nella "Guerra Gotica", descrive il misero stato della città.
Il grado di rovina e devastazione della città non passò inosservato neanche a Dante Alighieri, padre della lingua italiana, il quale nella Commedia ne menziona il degrado:
(Dante Alighieri, Paradiso canto XVI, vv. 73-79)
Nei secoli successivi gli abitanti di Urbs Salvia, che si rifugiarono gradualmente sulla sommità della collina, diedero origine al Castro de Orbesallia.
Nel XII secolo nei pressi di Urbisaglia sorse un importante polo religioso, economico e culturale, l'Abbazia di Chiaravalle di Fiastra, che esercitò una forte influenza su tutta la Valle del Fiastra e sui territori circostanti.
Dal XII all'inizio del XIV secolo Urbisaglia fu dominata dalla famiglia Abbracciamonte che, in varie riprese, finì per cedere a Tolentino i diritti sul castello di Urbisaglia; in particolare, l'ultima cessione, ad opera di Fidesmido di Pietro, avvenne nel 1303: Tolentino divenne così unico e assoluto proprietario di Urbisaglia, designandone il podestà e insediando nel castello una guarnigione militare per prevenire le rivolte della cittadinanza insofferente al suo potere.

Dopo la signoria di Francesco Sforza (1433 – 1443), durante la quale il potere fu esercitato da Elena Tomacelli (nipote di papa Bonifacio IX e moglie di Taliano Furlano, capitano di ventura dello Sforza), Urbisaglia tornò sotto il dominio di Tolentino, che chiedeva insistentemente al papato la possibilità di costruire una rocca per scoraggiare eventuali ribellioni.
Il permesso di costruire la Rocca di Urbisaglia fu concesso a Tolentino nel 1497 da papa Alessandro VI; nel 1507 Tolentino vi insediò una guarnigione di 12 uomini a presidiarla.

Nel 1564 gli Urbisalviensi presentarono una petizione a papa Pio IV, chiedendo l'autonomia da Tolentino. L'esito della spedizione fu positivo, ma la morte del papa bloccò la liberazione, che avvenne quindi sotto il pontificato di Pio V il 9 agosto del 1569, quando la città fu posta definitivamente alle dirette dipendenze della Santa Sede.
Durante il periodo di governo pontificio vennero effettuati i primi scavi della città romana, mentre dopo l'unità d'Italia si crearono le condizioni per un migliore livello di vita della popolazione grazie allo sviluppo industriale, che vide la nascita di una filanda, un calzificio, un saponificio, ecc.
Con i lasciti dei benefattori Angelo Buccolini, Innocenzo Petrini e del marchese Alessandro Giannelli, il paese si dotò di un asilo infantile, di un ospedale, di un ospizio per anziani e di un Monte di Pietà.
Durante il periodo fascista al toponimo Urbisaglia venne aggiunto il nome "Bonservizi", in memoria dell'urbisalviense Nicola Bonservizi giornalista del Popolo d'Italia e fondatore dei Fasci di Parigi, assassinato nella capitale francese nel 1924 da un anarchico. Negli anni della seconda guerra mondiale, Urbisaglia fu sede di un campo di internamento ubicato nel Palazzo Giustiniani Bandini adiacente all'Abbazia di Fiastra.
Oggi il paese conta più di 2 400 abitanti che si dedicano, principalmente a lavori agricoli, artigianali, all'industria siderurgica, energetica e dell'abbigliamento.

## Monumenti e luoghi d'interesse

### Architetture religiose
Collegiata di San Lorenzo Martire

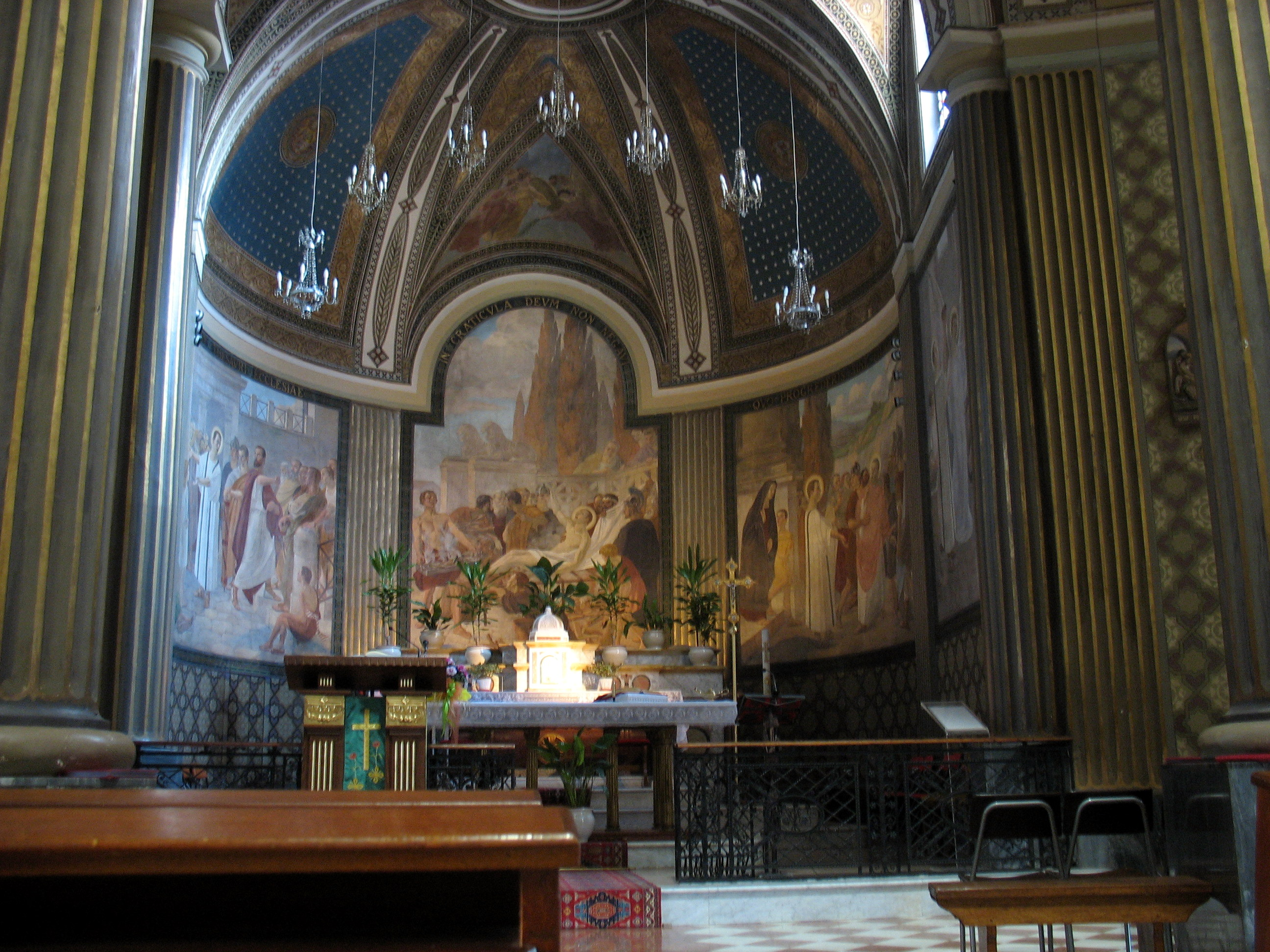
Altare principale collegiata di San Lorenzo, Urbisaglia

Costruita tra il 1790 ed il 1812, la chiesa è a pianta centrale ottagonale con cappelline radiali. All'interno troviamo otto grandi colonne innalzate su basamento che sorreggono archi a tutto sesto sui quali si innesta la finta cupola. L'abside venne affrescata agli inizi del Novecento da Ciro Pavisa con cinque episodi della vita di San Lorenzo, cioè, da sinistra, la Guarigione degli ammalati ("Diede la vista ai ciechi"), I Tesori della Chiesa ("Questi sono i testori della Chiesa"), Il supplizio sulla graticola ("Sulla graticola non negò Dio"), l'Arresto di Sisto II ("Dove vai, padre, senza il figlio?") e l'Esercizio del Ministero ("Sbrigati a battezzarmi").

Di notevole interesse, nella prima cappella a destra dell'ingresso, il trittico di Stefano Folchetti di San Ginesio datato 1507. Esso rappresenta al centro lo Sposalizio mistico di Santa Caterina d'Alessandria con Gesù e, ai lati, San Lorenzo martire e San Pietro apostolo. Nella predella sono raffigurati i Dodici Apostoli con al centro la figura del Cristo. Nel pilastro laterale sinistro sono le figure di San Sebastiano, San Francesco d'Assisi e San Nicola da Tolentino. Nel pilastro laterale destro sono invece San Rocco, Sant'Agata e Santa Apollonia. Nei semipennacchi è raffigurata l'Annunciazione.

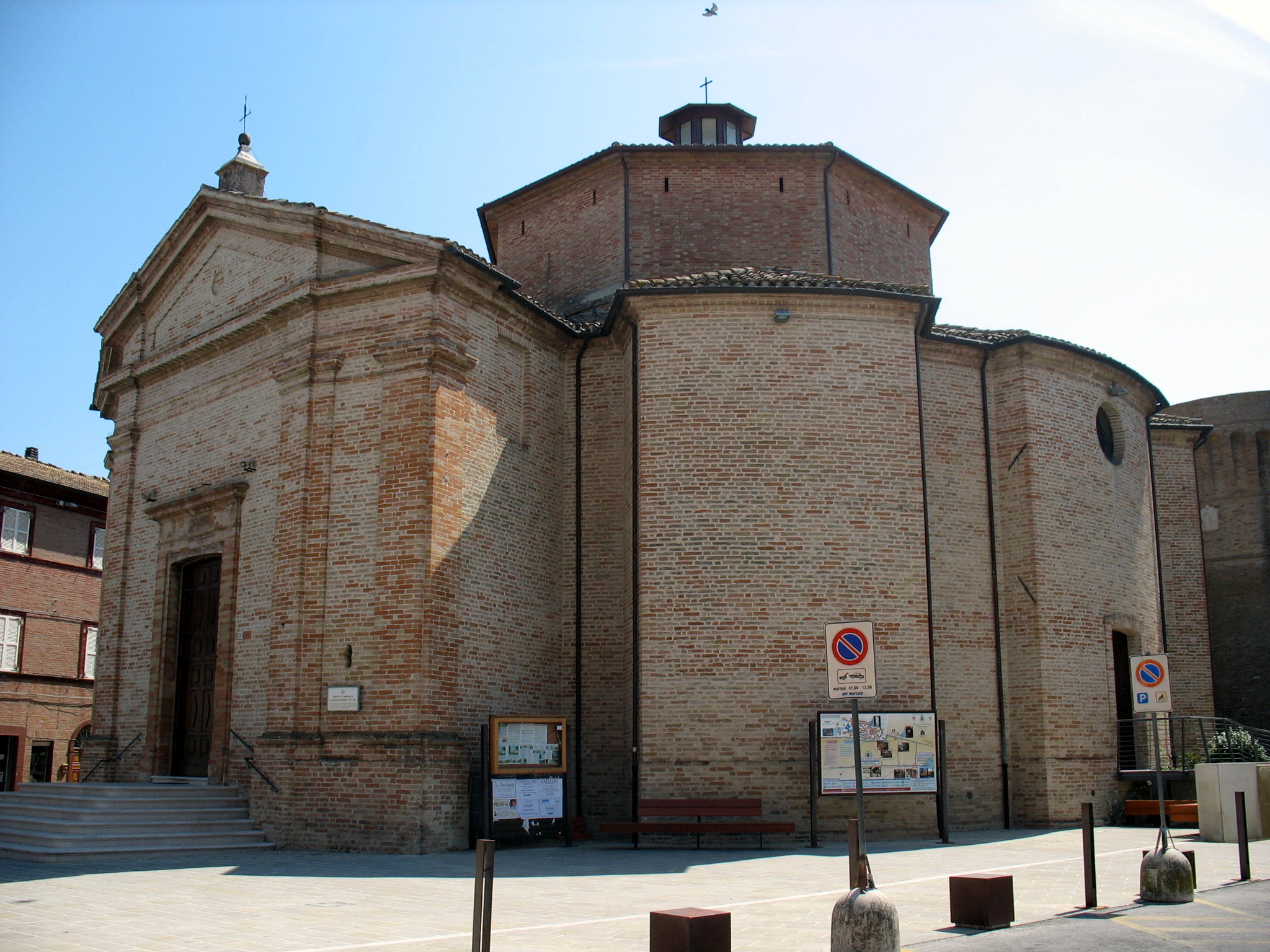
Collegiata di San Lorenzo, Urbisaglia

Nella seconda cappella a destra dall'ingresso si trova l'altare del Sacro Cuore, la cui effigie, molto venerata dagli urbisagliesi, fu portata in processione nell'aprile del 1893 per invocare la pioggia dopo un lungo periodo di siccità. Secondo la devozione la richiesta venne esaudita e da allora, ogni 28 aprile, se ne celebra la festa votiva. Ai lati del Sacro Cuore altri due affreschi del Pavisa: la Crocifissione e l'Ultima Cena.

Nella seconda cappella a sinistra dall'ingresso, una tela datata 1577 con la Madonna del Rosario derivante da quella di medesimo soggetto di Lorenzo Lotto conservata a Cingoli nella chiesa di San Domenico. La tela conservata sulla sinistra della stessa cappella rappresenta la Madonna circondata dai santi patroni di Urbisaglia: papa San Pio V, San Lorenzo martire, San Giorgio e San Marone. L'organo è opera del celebre organaro veneziano Gaetano Callido, costruito nel 1792 (op. 303) per la Chiesa di San Filippo di Macerata e qui trasportato nel 1811 ca.l'organo è stato restaurato nel 1990 dall'Arte Organaria di Girotto Alessandro completato delle parti mancanti, quali i pomelli spariti dopo la manomissione di Buroni di Osimo, infine ripulito e accordato.
Chiesa della Ss. Addolorata
È la chiesa più antica esistente nel centro storico. Non si conosce con precisione quando sia stata edificata, ma le sue forme architettoniche la fanno risalire al XV sec. circa. Dai documenti storici risulta che questa era la sede della pievania di S. Lorenzo prima della costruzione della Collegiata di S. Lorenzo del 1800. Nel 1828 la chiesa, non più sede parrocchiale, fu acquistata dalla Confraternita dell'Addolorata, che le attribuì il nuovo nome e ne fece la propria sede.

L'edificio è costruito con mattoni a faccia vista, con contrafforti di sostegno alla struttura sul lato nord. Lo stile della costruzione richiama nella sua architettura la vicina Chiesa della Maestà. Il portale in pietra bianca è di origine romana, quasi certamente proveniente da un arco trionfale. La facciata ha subito un rifacimento nel 1886 quando, per allineare gli edifici del corso, fu arretrata di circa 1,5m. In quella occasione il rosone da circolare fu reso semicircolare. L'interno è ad una sola navata, il tetto è a copertura lignea a capriate. Alle pareti si aprono cinque nicchie, che corrispondono alle strutture di rafforzamento esterno. La chiesa è ornata di affreschi cinquecenteschi, tra i quali, nell'abside, un Compianto sul Cristo morto con l'Eterno, frammentario, attribuibile a Marchisiano di Giorgio.
Chiesa del Santissimo Crocifisso

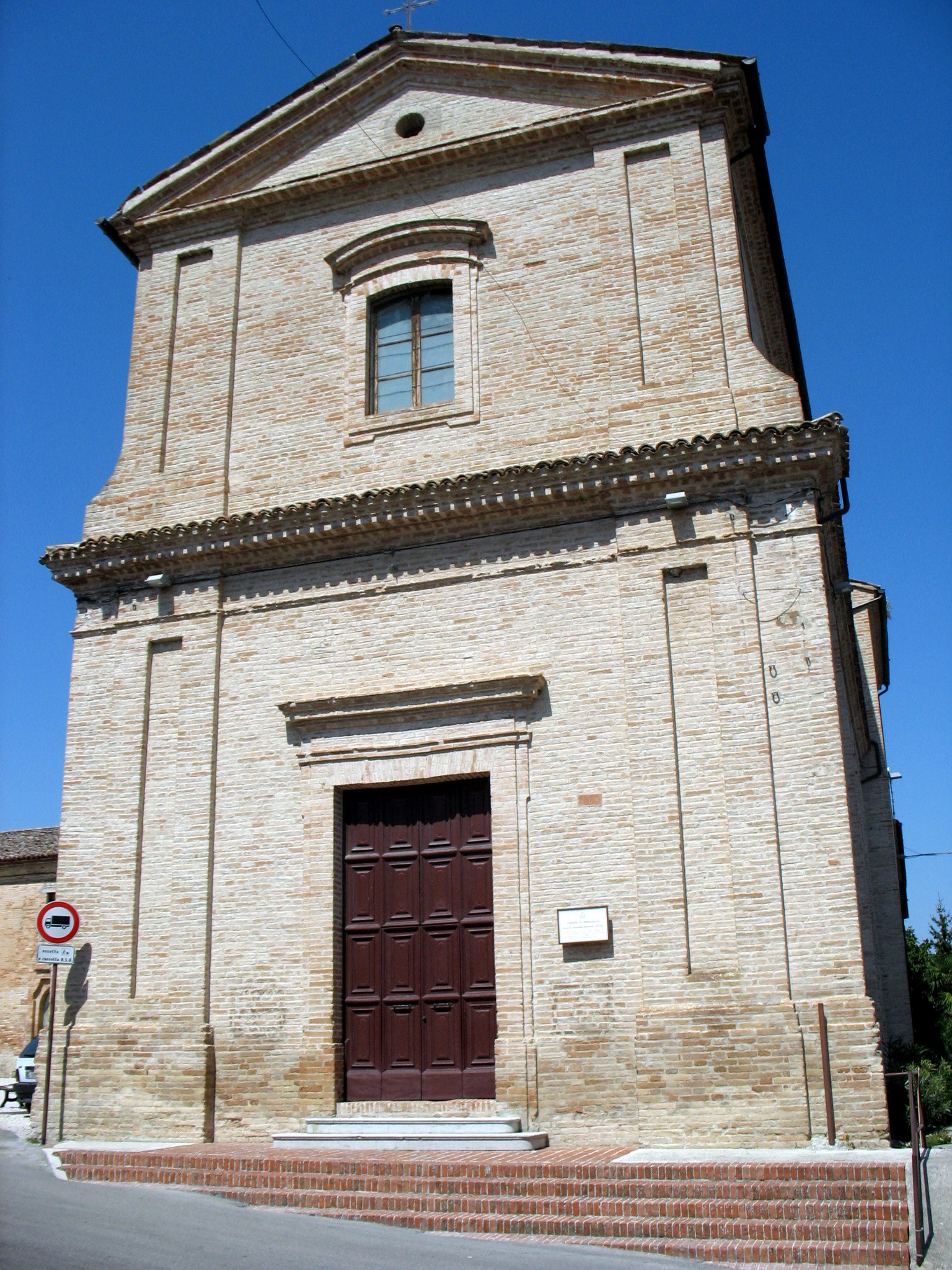
Facciata chiesa del Ss. Crocifisso, Urbisaglia

Situata in località Convento di Urbisaglia, la chiesa del Santissimo Crocifisso viene fatta risalire agli inizi del XVII sec. La chiesa, con annesso convento, è un fulgido esempio dell'architettura religiosa del '600. Dietro l'altare troviamo uno splendido esempio di coro ligneo da dove i monaci del convento seguivano la messa.

La facciata è stretta e slanciata, sembra quasi una torre che serve a riportare lo sguardo verso la divinità, ottima soluzione per riaffermare la supremazia della fede e della chiesa nel periodo della Controriforma. Quest'ultima caratteristica non è esasperata come vorrebbero i dettami del barocco perché parliamo di uno stile ancora precoce. La struttura recentemente restaurata è ad un'unica navata e mostra interni molto chiari e luminosi dominata da colori quali il bianco, il giallo ed il verde. Una grande trabeazione gira tutt'intorno alla chiesa sostenuta da colonne, con capitelli compositi, rastremate ad 1/3 secondo i dettami della classicità e innalzate su zoccolo.

Nell'annesso convento risiedette stabilmente il Terzo Ordine Regolare di S. Francesco fino al 1860, anno dell'annessione delle marche al regno Sabaudo. Qualche anno più tardi la chiesa divenne di proprietà del comune.
Chiesa della Maestà
La chiesa è denominata anche Santa Maria del Massaccio e si trova in località Maestà di Urbisaglia. Eretta addossata alla primitiva edicola sacra eretta a ridosso di un rudere romano, probabilmente un monumento funerario (ancora oggi visibile), situato lungo l'antica Salaria Gallica.

Secondo la tradizione locale in questo luogo, nell'anno 1429, apparve la Madonna che in cambio della costruzione di una chiesa in suo onore promise la liberazione dalla peste che imperversava in quel tempo. Sulla parete di fondo della piccola chiesa, protetta da una grata, venne affrescata una Vergine in Maestà, databile al Trecento e ancora oggi splendidamente conservata. Gli affreschi della Chiesa della Maestà si susseguono lungo le pareti senza un preciso schema compositivo.
Chiesa di San Giorgio
La Sequenza sismica del Centro Italia del 2016-2017 ha portato gravi danni alla struttura; nell'aprile 2024 è stata finalmente ricostruita e consacrata la Chiesa di San Giorgio, che si trova subito a destra, dopo aver attraversato l'Arco Vittoria, che porta al centro della città.

### Architetture militari
Rocca di Urbisaglia

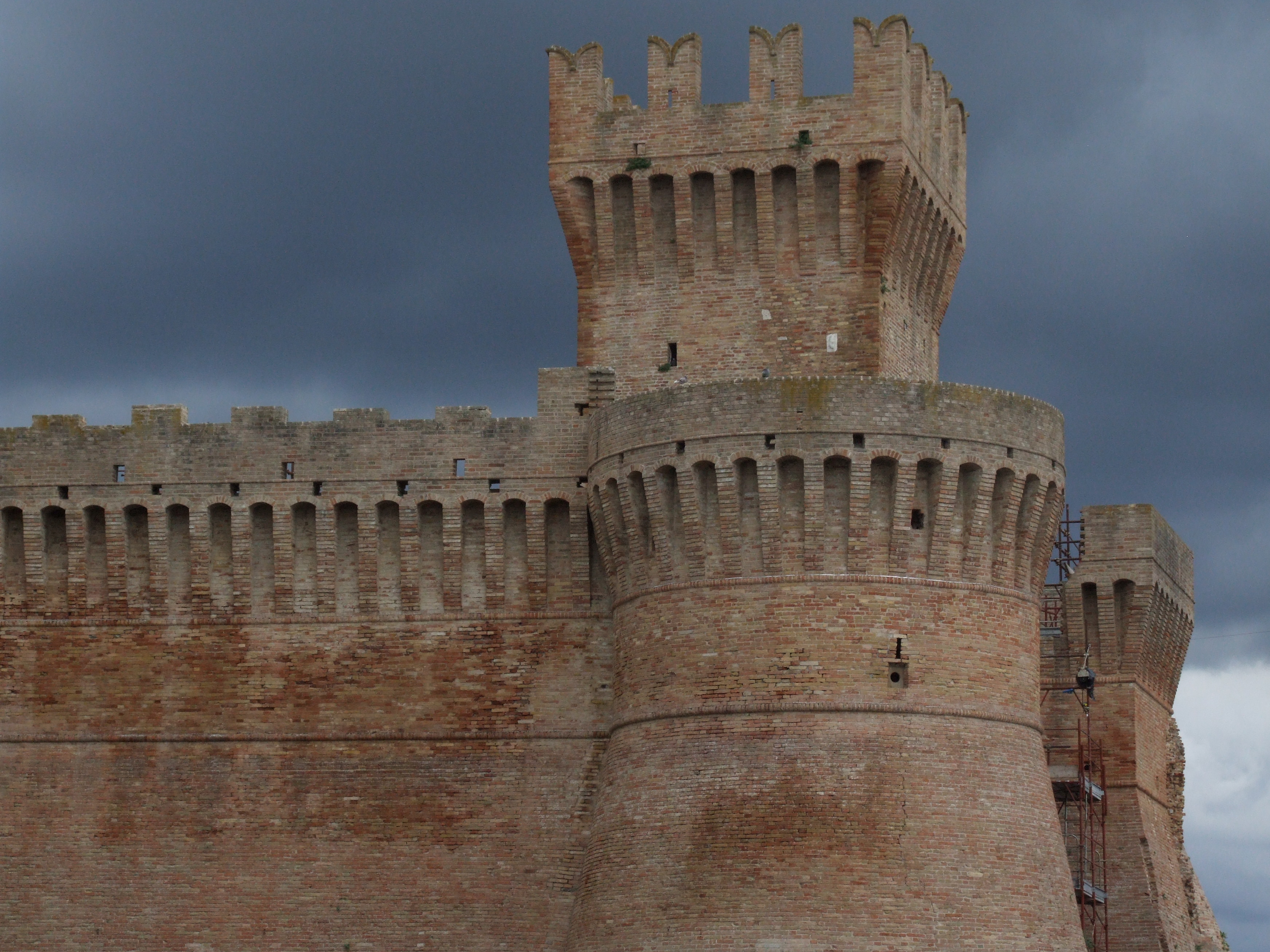
La Rocca.

La Rocca di Urbisaglia è una fortificazione militare eretta per volontà del comune di Tolentino all'inizio del Cinquecento, su resti di fortificazioni precedenti, nel punto più alto del Colle di San Biagio.

La sua posizione, che domina l'intero spazio cittadino, fa ipotizzare che qui fosse localizzata l'Arce o il Campidoglio della città romana; tracce consistenti di mura romane e di agglomerati in calcestruzzo sono infatti ancora oggi visibili.

Di forma trapezoidale, con il lato più esteso rivolto verso l'esterno per fronteggiare eventuali attacchi nemici, la Rocca è dotata di quattro torrioni angolari e di una torre portaia, nonché di un alto mastio che fungeva da abitazione per la guarnigione militare imposta da Tolentino a Urbisaglia.

Scopo fondamentale della Rocca, infatti, era quello di controllare il borgo di Urbisaglia ed evitare che gli urbisalviensi si ribellassero al governo tolentinate.
Sacrario dei Caduti e Museo delle Armi e delle Uniformi Militari

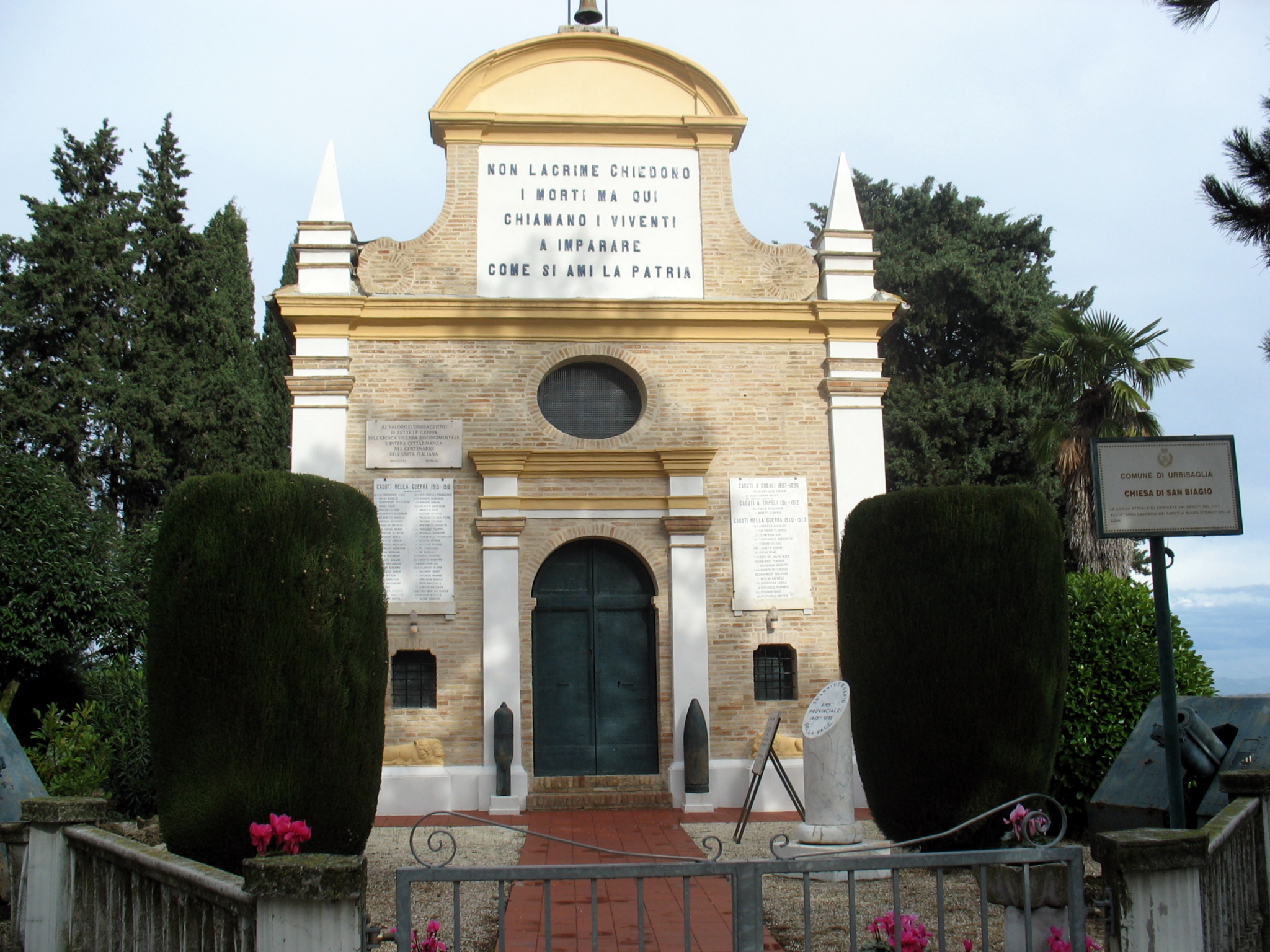
Chiesa di San Biagio - Museo delle armi

Il museo è stato allestito all'interno di una piccola chiesa, dedicata a San Biagio ma ormai sconsacrata, situata appena fuori dalle mura cittadine in una posizione particolare considerata dagli abitanti come naturale congiunzione tra le rovine della città antica e il centro storico medievale.

La chiesa si erge proprio al di sopra del Serbatoio romano e fu eretta in tale posizione nel 1771 dai gesuiti. Nel corso dell'Ottocento fu più volte requisita dal Comune ed attrezzata come lazzaretto durante le varie epidemie di colera. Successivamente la chiesa divenne proprietà del comune che decise di destinare l'area a ricordo dei Caduti urbisagliesi che, numerosi, si immolarono alla Patria. Nell'ultimo dopoguerra quindi, la sezione locale dei Combattenti e Reduci, con in testa il suo presidente Ivo Buccolini, diede vita alla costruzione del Sacrario dei Caduti.

Vi è un Museo permanente formato dagli oggetti bellici (armi ed utensili) e uniformi militari donati dalla popolazione.
Il campo di internamento
Il campo di internamento di Urbisaglia venne allestito nella villa Giustiniani Bandini all'Abbadia di Fiastra e rimase attivo dal giugno 1940 all'ottobre 1943. Gli internati erano un centinaio, in maggioranza ebrei, dall'Italia ma anche profughi dalla Germania, Austria, e dai Balcani. La popolazione locale fraternizzò con i prigionieri. Nell'ottobre del 1943 tuttavia il campo fu preso in consegna da una unità tedesca; quanti non riuscirono a fuggire furono inviati al campo di transito di Fossoli, anticamera per gli ebrei del campo di annientamento ad Auschwitz. Tra quanti furono deportati del gruppo di Urbisaglia, Paul Pollak sarà l'unico ebreo superstite. Quest'ultimo scriverà tra le sue memorie:

« Prima del mio soggiorno ad Urbisaglia ero stato in un campo di concentramento tedesco, e dopo Urbisaglia fui ad Auschwitz, dove potei parlare con deportati di quasi tutti i paesi europei e potei fare confronti sul destino e sul trattamento degli ebrei in altri paesi. Avevo sempre presente allo spirito il campo di Urbisaglia. Il trattamento umano dei suoi internati rimarrà sempre un attestato di lode per l'Italia e un documento della sua nobile antica civiltà e della sua sincera religiosità. Nelle ore grigie ed oscure di Auschwitz, abbiamo sempre visto davanti a noi, come un miraggio, il luminoso giardino di Urbisaglia in Italia, paese di sole e di buona gente. »

### Aree archeologiche
Parco archeologico di Urbs Salvia

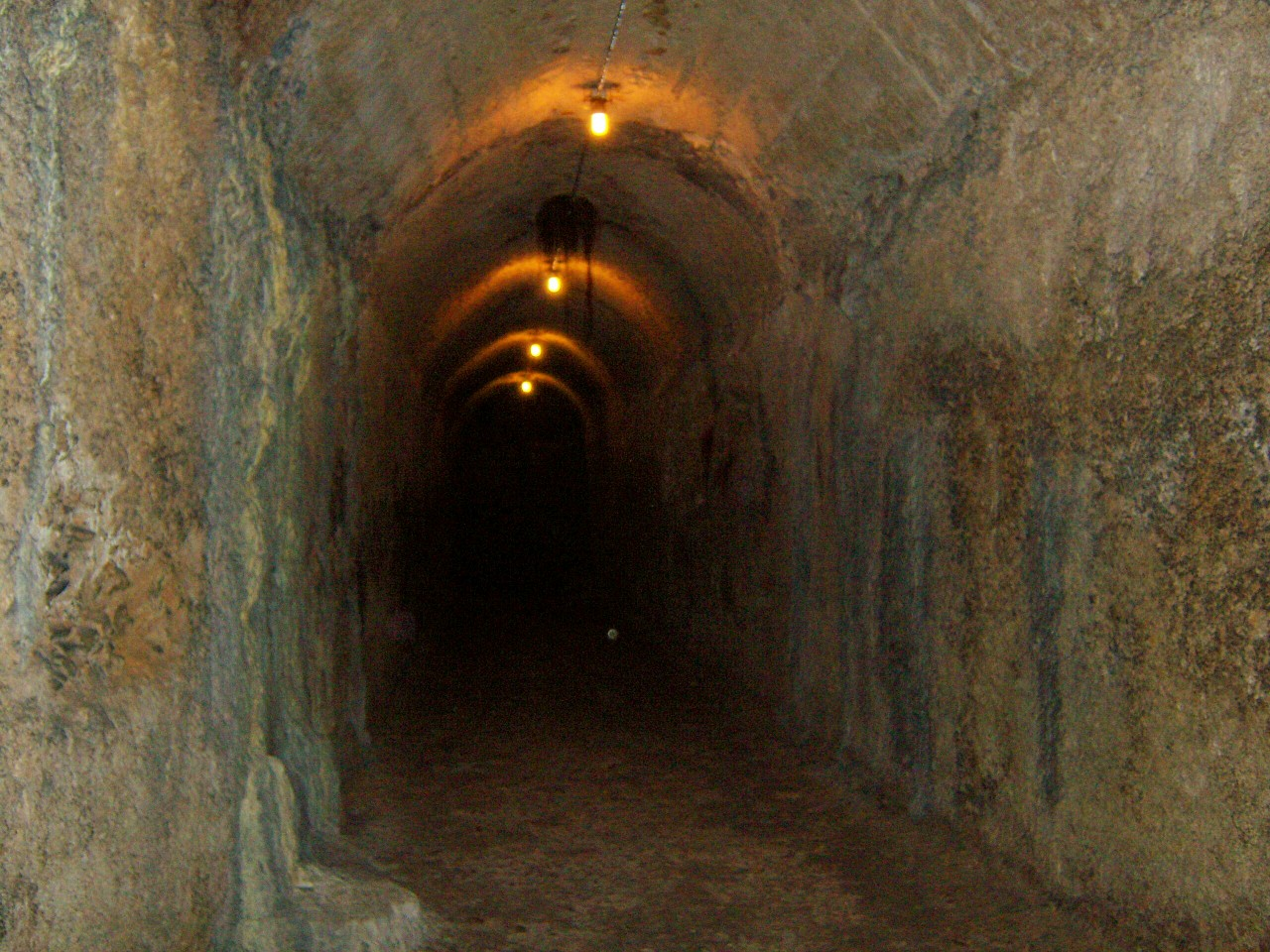
Cisterna dell'acquedotto, Urbs Salvia

Riconosciuto come Parco archeologico regionale nel 1994, si estende per circa 40 ettari ed è il più importante e spettacolare delle Marche. Il percorso di visita scende lungo il declivio della collina, attraverso un comodo tracciato di circa un chilometro. Si può così cogliere nella sua interezza la struttura della città romana, che digrada a partire dal colle di San Biagio fino a raggiungere, articolandosi in una serie di terrazzi naturali, il fondovalle pianeggiante, delimitato a est dalla scarpata sul fiume Fiastra.
Sono visitabili il Serbatoio, il Teatro, l'Edificio a nicchioni, il complesso Tempio-criptoportico dedicato alla Salus Augusta e l'Anfiteatro fatto costruire da Lucio Flavio Silva. Ben visibile anche la cinta muraria, conservata per parecchie centinaia di metri su tre dei suoi quattro lati.
Oggi l'anfiteatro ospita, nei mesi di luglio e agosto, un'importante stagione di teatro classico antico, in cui la qualità degli spettacoli si abbina alla suggestione dei luoghi.

## Società

### Evoluzione demografica
Abitanti censiti

## Amministrazione
| Periodo        | Periodo        | Primo cittadino          | Partito                    | Carica  | Note   |
| -------------- | -------------- | ------------------------ | -------------------------- | ------- | ------ |
| 6 giugno 1985  | 25 maggio 1990 | Saturnino Zamponi        | Democrazia Cristiana       | Sindaco | [ 10 ] |
| 26 maggio 1990 | 23 aprile 1995 | Giulio Pantanetti        | Partito Comunista Italiano | Sindaco | [ 10 ] |
| 24 aprile 1995 | 13 giugno 1999 | Giulio Pantanetti        | Centro-sinistra            | Sindaco | [ 10 ] |
| 14 giugno 1999 | 13 giugno 2004 | Giulio Pantanetti        | Lista civica               | Sindaco | [ 10 ] |
| 14 giugno 2004 | 7 giugno 2009  | Roberto Broccolo         | Lista civica               | Sindaco | [ 10 ] |
| 8 giugno 2009  | 25 maggio 2014 | Roberto Broccolo         | Lista civica               | Sindaco | [ 10 ] |
| 26 maggio 2014 | 26 maggio 2019 | Paolo Francesco Giubileo | Insieme per Urbisaglia     | Sindaco | [ 10 ] |
| 27 maggio 2019 | 9 giugno 2024  | Paolo Francesco Giubileo | Insieme per Urbisaglia     | Sindaco | [ 10 ] |
| 10 giugno 2024 | in carica      | Riccardo Natalini        | Adesso Urbisaglia          | Sindaco | [ 10 ] |

## Sport
Ha sede nel comune la società di calcio Urbis Salvia che ha disputato campionati dilettantistici regionali.